# Ford Modell T

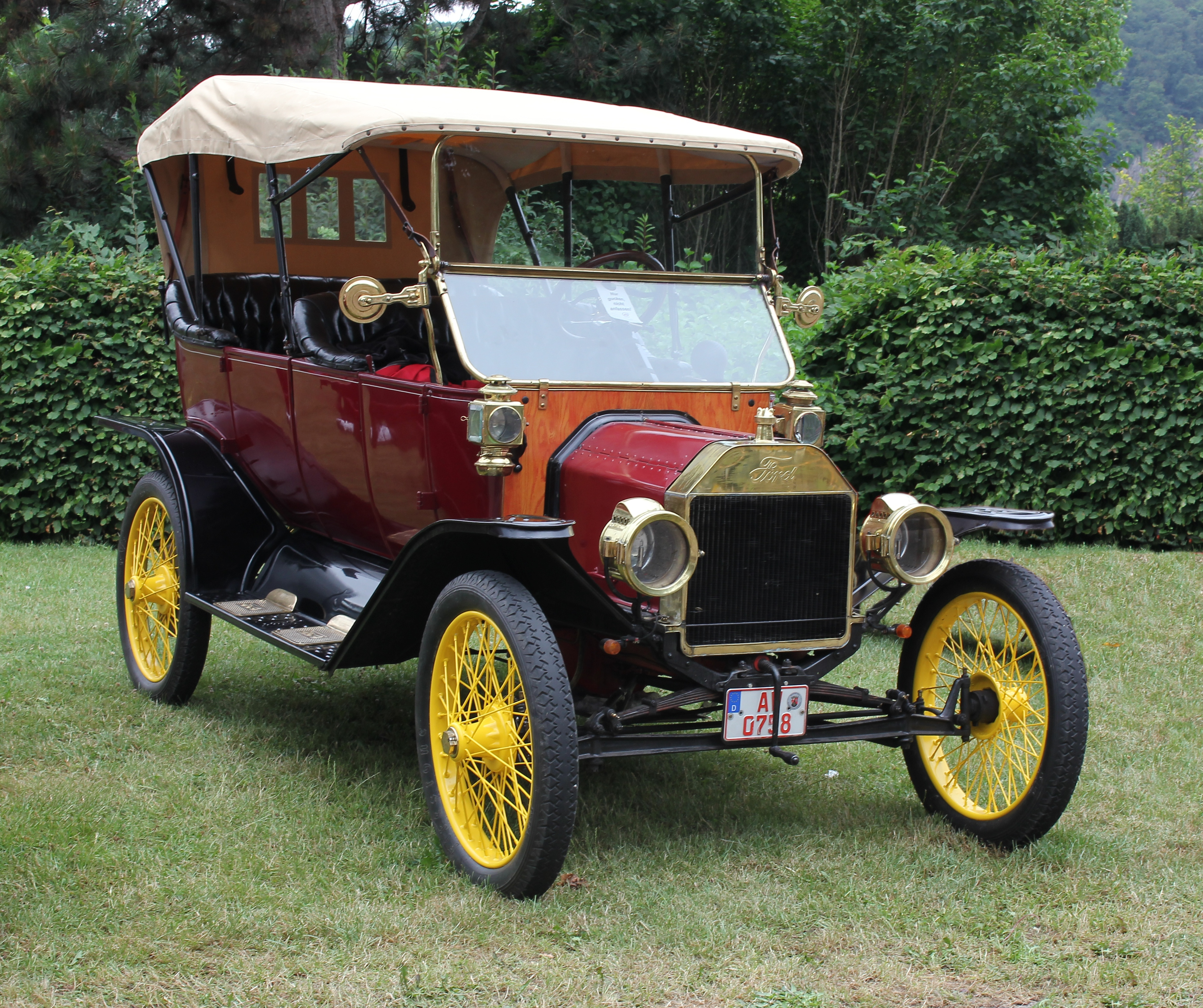
Ford T Touring mit nachgerüsteten Drahtspeichenrädern (1912)

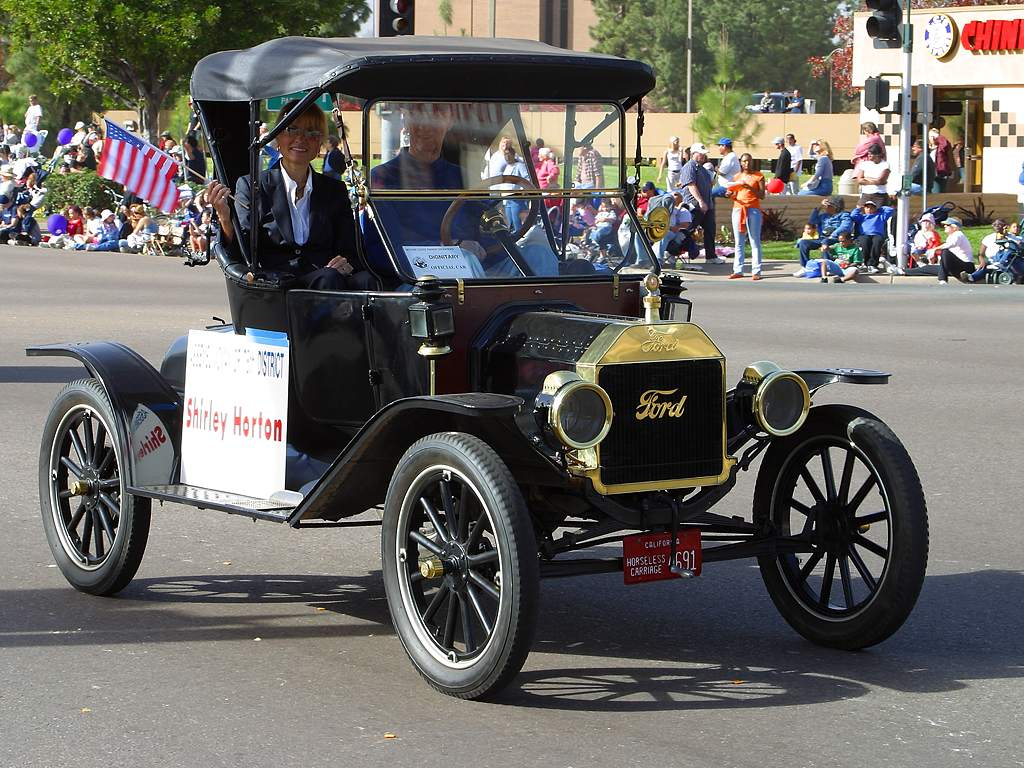
Ford T Runabout (ca. 1915)

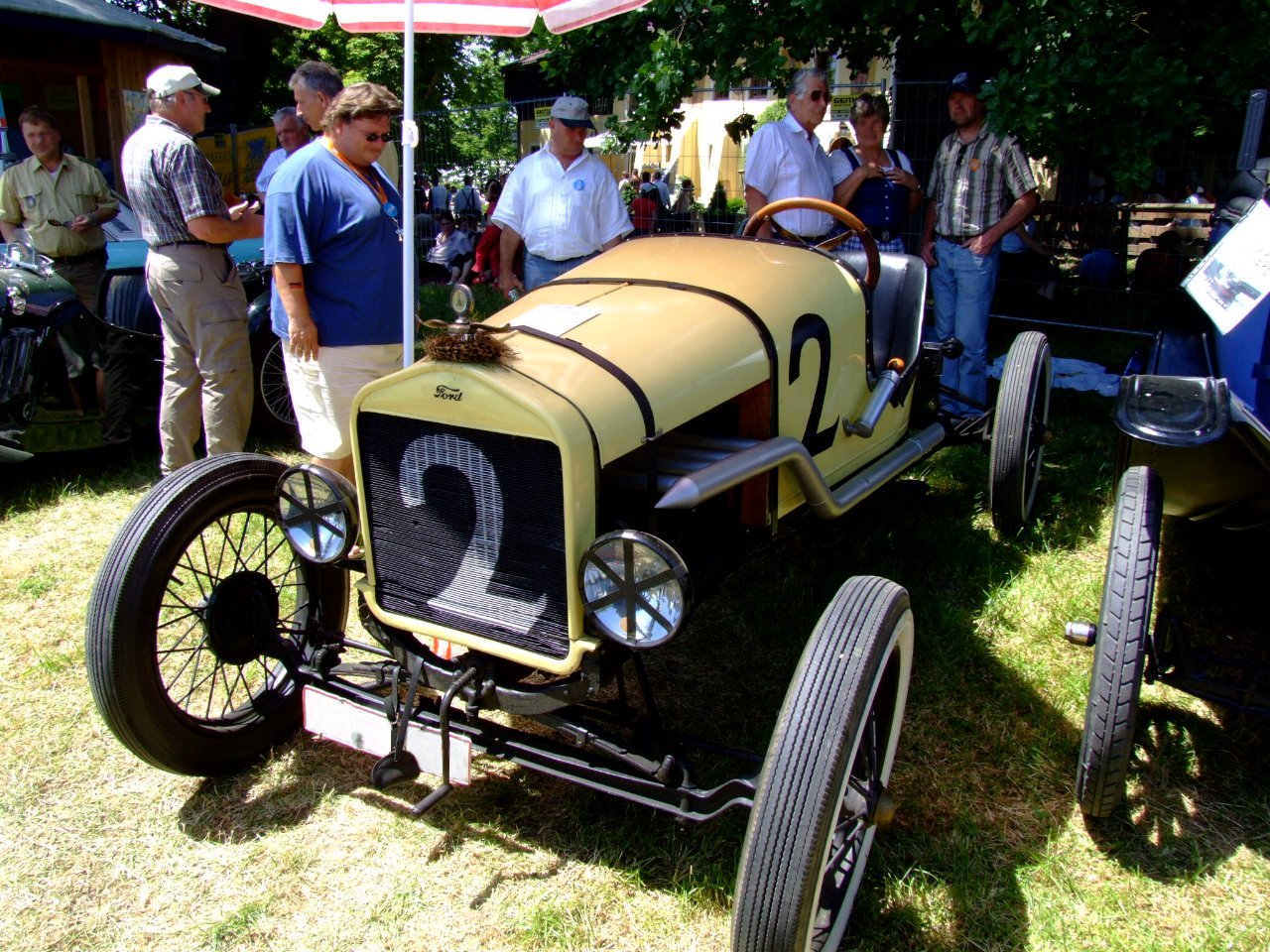
Ford T Racer (1917)

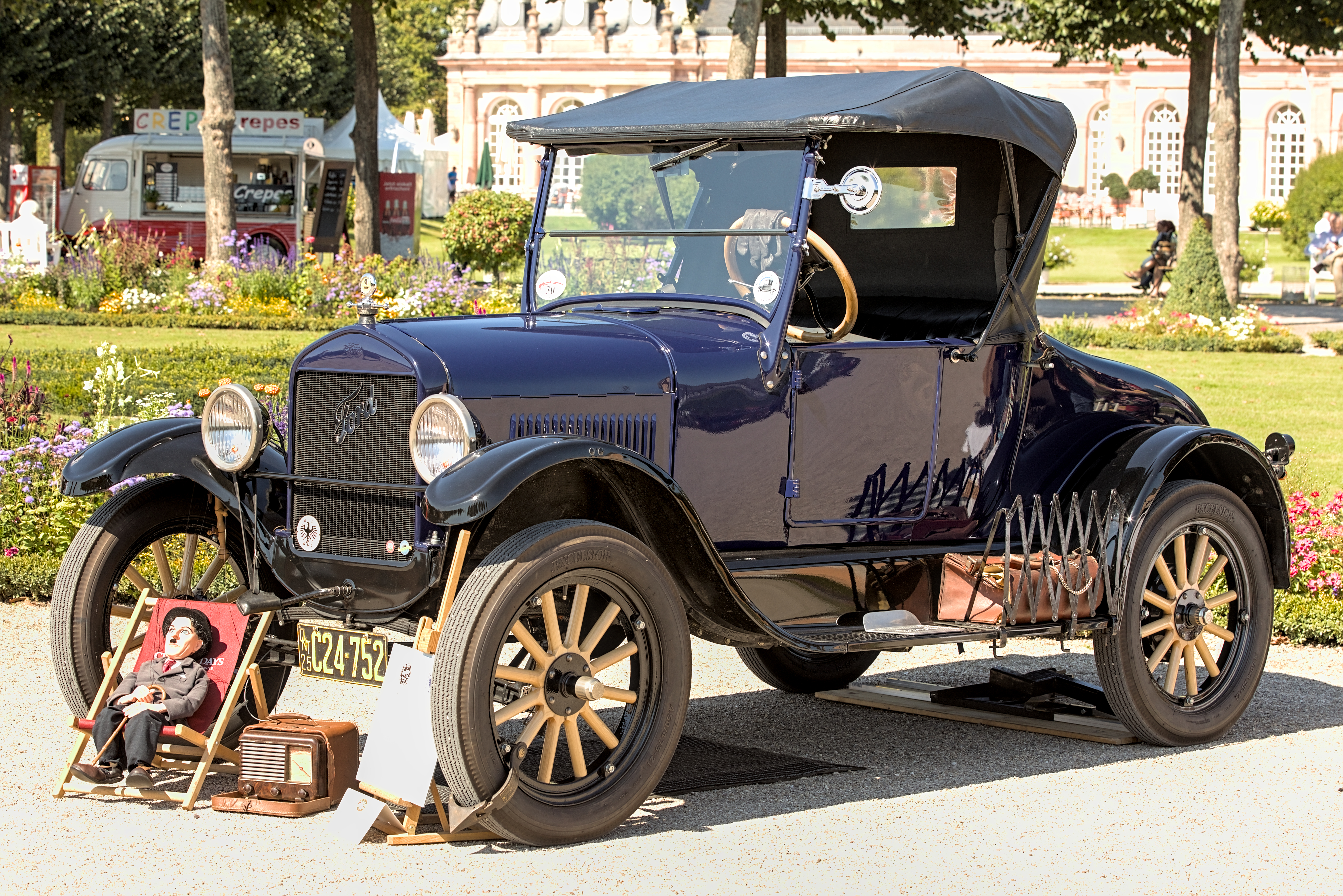
Ford T Runabout (1925)

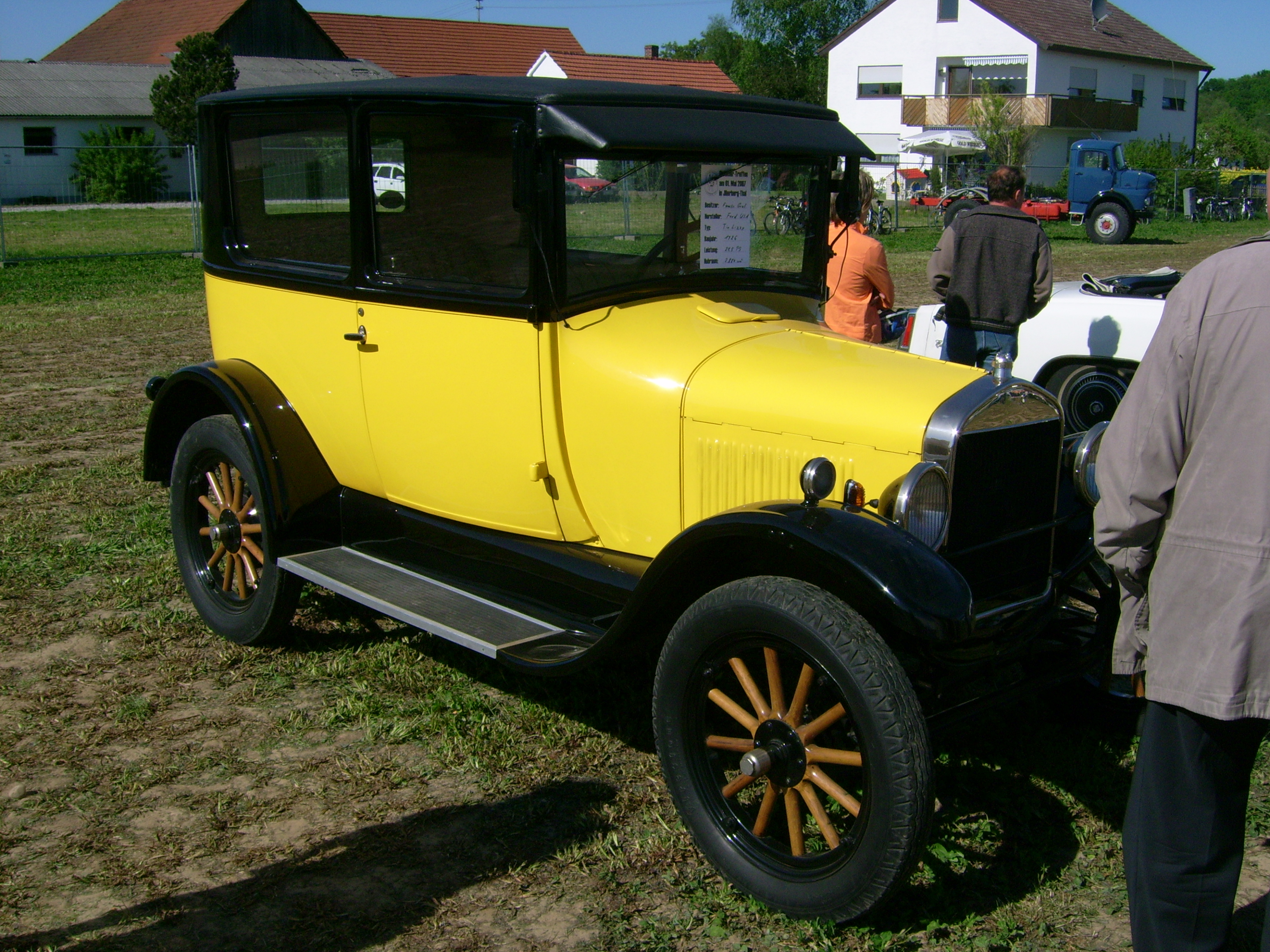
Ford T Tudor Sedan (1926)

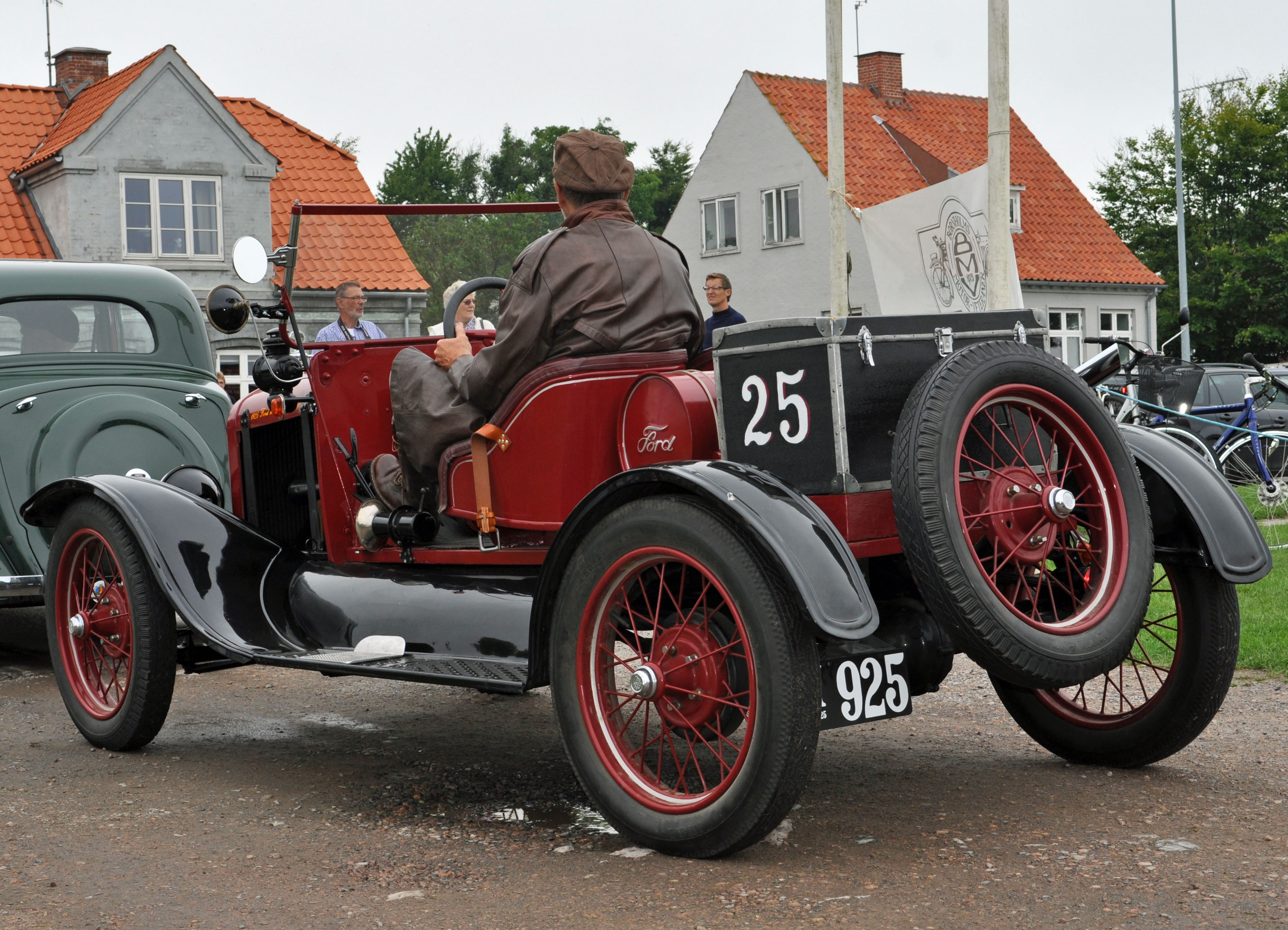
Ford Modell T Speedster, kein Werksaufbau (1925–1926)

Das Modell T von Ford (ugs. auch Tin Lizzie, „Blechliesel“) gilt gemeinhin als das erste für die breite Masse erschwingliche Automobil. Es war das erste Automobil, das auf Fließbändern hergestellt wurde, nicht jedoch das erste in Großserie produzierte Automobil, als das der Oldsmobile Curved Dash gilt. Zwischen 1908 und 1927 wurden in den Vereinigten Staaten 15 Millionen Stück gebaut, und somit war es das meistverkaufte Automobil der Welt, bis es 1972 vom VW Käfer abgelöst wurde. In den 2020er Jahren existiert noch etwa ein Prozent aller gefertigten Exemplare.

## Anfänge
Zwischen der durch Henry Ford 1903 erfolgten Gründung der Ford Motor Company und dem Produktionsbeginn des Modell T wurden mehrere Typen entwickelt und zum Teil auch produziert. Der erste davon hieß Modell A, die folgenden Entwicklungen trugen die nächsten Buchstaben des Alphabets, aber nicht alle Entwicklungen wurden bis zur Produktionsreife geführt; bei vielen blieb es beim Prototyp. Das direkte Vorgängermodell war der Ford Modell S, eine Weiterentwicklung des bis dahin größten Erfolgs, des Ford Modell N.

## Ausstattung
Henry Ford legte den „T-Ford“, wie er von seinen heutigen Besitzern oft genannt wird, auf einfachste Bedienung und Reparaturfreundlichkeit aus, weswegen der Wagen kein konventionelles Fahrzeuggetriebe mit Kupplung und Wählhebel bekam. Der Motor hat weder Kühlwasserpumpe noch Ölfilter, es gibt keine Kraftstoffpumpe und keinen Ölmessstab. Eine Kraftstoffanzeige war damals sowieso unüblich, Fahrzeugheizungen kamen erst in den 1930er Jahren auf. Die Konstruktion ist simpel, fast alle Reparaturen können ohne Spezialwerkzeuge ausgeführt werden. Ersatzteile waren seinerzeit in jedem Eisenwarenladen in den USA zu bestellen, vieles war auf Lager. Ford erkannte, dass für eine industrielle Massenproduktion alle Bauteile mit gleichbleibend hoher Qualität und kleinen Toleranzen gefertigt werden müssen, um eine störungsfreie Montage am Fließband realisieren zu können. Hierdurch wurde er zusammen mit Frederick Taylor zu einem Pionier der Qualitätssicherung. Die Modell T waren aufgrund des einfachen Aufbaus, der Serienproduktion mit gleichbleibender Qualität und der hochwertigen Werkstoffe (zum Beispiel vanadiumlegierter Stahl für die Vorderachse) zuverlässiger und haltbarer als die seinerzeit handwerklich produzierten Autos.

## Konstruktion
Als Fahrgestell dient ein Leiterrahmen aus vernieteten U-Stahlprofilen, der Achsen, Motor, Kraftübertragung und die Karosserie aufnimmt. Die Karosserie war ab Werk in vielen Varianten lieferbar, zum Beispiel als Coupé, viersitziges Cabriolet (Touring), zweisitziges Cabriolet („Runabout“), Limousine („Tudor“) und Lastkraftwagen („One-Ton-Truck“). Sie war in der damals üblichen Weise als mit Blech beplanktes Holzgerüst aufgebaut.
Der Wagen hat eine in einem Stück aus vanadiumlegiertem Stahl geschmiedete Vorderachse, die mit zwei diagonalen Schubstreben und einer querliegenden halbelliptischen Blattfeder geführt wird. Die Achse ist gegabelt und über Bolzen mit den geschmiedeten Achsschenkeln verbunden. Die Hinterachse besteht aus zwei Gussgehäusehälften (Achstrichtern), die das Differentialgetriebe und die beiden Antriebswellen beherbergen. Auch die Hinterachse wird mit zwei Schubstreben und einer querliegenden Blattfeder geführt. Dank der langen Federwege und der großen Bodenfreiheit konnten auch schlechte Wege und Furten befahren werden. Die Grundkonstruktion (Deichselachsen, vorn geschoben) behielt Ford auch bei den nachfolgenden Modellen bei.

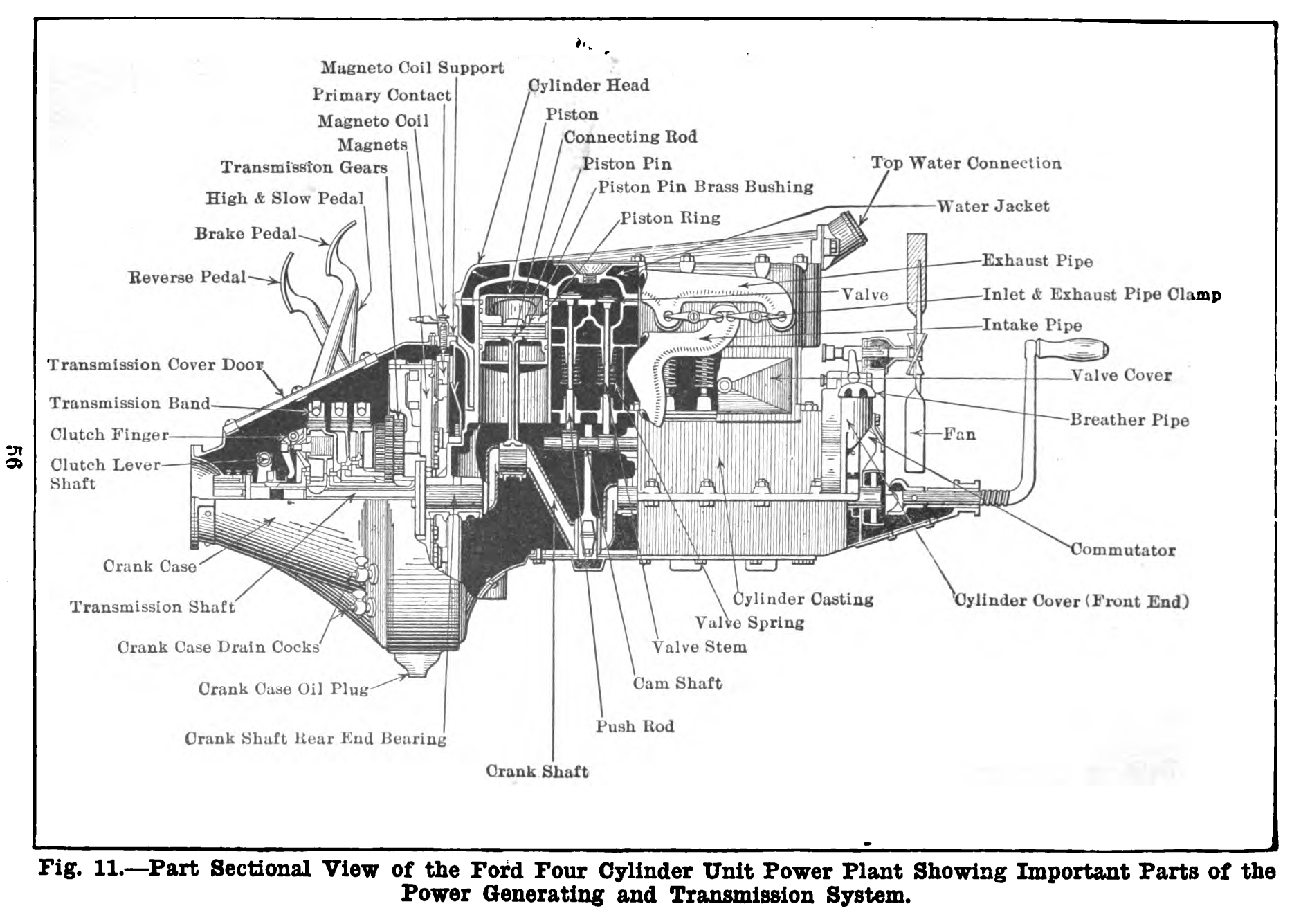
Motor im Teilschnitt

Der Vierzylinder-Reihenmotor mit einteiligem Gehäuse, abnehmbarem Zylinderkopf und Kolben aus Grauguss hat drei Kurbelwellenlager und stehende Ventile. Bei einer Bohrung von 3,75 Zoll (95,25 mm) und einem Hub von 4,0 Zoll (101,6 mm)  ergeben sich 2,9 Liter Hubraum. Das Verdichtungsverhältnis von zunächst 4,5:1 wurde später auf 4:1 verringert. Das hinterste Getriebelager wird oftmals als viertes Hauptlager bezeichnet, da das Umlaufrädergetriebe nur eine Hauptwelle hat. Das Gemisch wird in einem Flachstromvergaser gebildet. Das Benzin kommt ohne Pumpe aus dem etwas höher unter dem Fahrersitz liegenden Tank (Fallbenzinsystem). Die spezielle „Summerzündung“ arbeitet mit vier Zündspulen, die mit einem an der Nockenwelle angeflanschten rotierenden Niederspannungs-Zündverteiler verbunden sind. Jede Spule hat ihren eigenen Unterbrecher, der auf der Niederspannungsseite den Stromkreis in schneller Folge unterbricht und so an der Zündkerze mehrere Zündfunken erzeugt. Die elektrische Energie liefert ein im Schwungrad eingebauter Dynamo. Zum leichteren Starten lässt sich eine Batterie anschließen. Die Motorschmierung ist ohne separate Ölpumpe als Schleuderschmierung ausgeführt, was bei längeren Steigungen dazu führen kann, dass die vorderen Pleuellager trockenlaufen, was einen Motorschaden nach sich zieht.
Der Motor treibt über ein Umlaufrädergetriebe und eine Kardanwelle die Hinterräder an. Das einfache Umlaufrädergetriebe hat zwei Gänge, die durch ein Pedal betätigt werden, genauso wie der Rückwärtsgang und die Fußbremse, die auf ein Bremsband im Getriebe wirkt und so die Kardanwelle abbremst. Die Handbremse wirkt über Zugstangen auf die Trommelbremsen der Hinterachse. Der Wagen hat keine Vorderradbremsen. Als beliebtes Zubehör gab es die sogenannten „Rocky Mountain Brakes“, zusätzliche Außenbandbremsen an der Hinterachse.
Der Motor leistete bei einer Drehzahl von 1800/min 15 kW (20 PS) und das Fahrzeug erreichte eine Geschwindigkeit von 67 km/h. Die stehende Viertelmeile (402 m) wurde nach 32,9 Sekunden erreicht.
Zur Markteinführung des Mondeo 2000 verglich Ford die aerodynamischen Eigenschaften eigener Modelle aus unterschiedlichen Epochen; das Ford T-Modell hatte demnach einen cw-Wert von 0,76 und eine Stirnfläche von 2,6 m². Letzteres ließ sich durch Herunterklappen von Dach und Scheibe auf ein Drittel reduzieren.

## Produktion
Die Tin Lizzie war das erste Auto, das auf automatisch angetriebenen Fließbändern hergestellt wurde.  Nach der Umstellung auf diese industrielle Produktionsweise am 14. Januar 1914 wurde der Verkaufspreis von 850 $ (etwa 23.780 $ oder 21.960 € in heutiger Kaufkraft) auf 370 $ (etwa 10.350 $ oder 9.560 € in heutiger Kaufkraft) gesenkt. Um die Fertigung zu beschleunigen, wurden zwischen 1915 und 1925 nur schwarze Karosserieteile produziert, da so nur eine Lackierstraße gebraucht wurde und der schwarze Lack günstig und langlebig war. Eingeführt wurde diese Einheitslackierung mit dem Modelljahr 1914; vorher war schwarz nicht als lieferbare Farbe gelistet.
Henry Fords berühmter Satz “You can have it in any color as long as it's black” („Sie können ihn in jeder Farbe haben, sofern sie schwarz ist.“) findet sich in seinem Buch Mein Leben und Werk im Kapitel Das Geheimnis der Produktion.
In der Weimarer Republik wurde 1925 in Berlin die Ford Motor Company Aktiengesellschaft gegründet, die zum 2. Januar 1926 von der BEHALA (Berliner Hafen- und Lagerhausgesellschaft) eine Getreidehalle am Berliner Westhafen als Montagehalle anmietete. Da komplette Importfahrzeuge höher besteuert wurden als Einzelteile, wurden dort ab dem 1. April 1926 die aus den USA zugelieferten Komponenten von anfangs 30 Arbeitern montiert. Im Jahr 1929 waren bereits 450 Personen in dem Werk am Westhafen beschäftigt. Der Unternehmenssitz wurde 1930 in das neue Werk Köln-Niehl verlegt und die Montage in Berlin am 15. März 1931 beendet.
Die durch die immer weiter entwickelte Rationalisierung der Fließbandfertigung erreichten Preissenkungen sorgten in den 1920er Jahren trotz der inzwischen im Vergleich zu den Konkurrenzmodellen veralteten Technik und des mangelnden Komforts noch für hohen Absatz des T-Modells. Die Tagesproduktionen erreichten zeitweilig 9000 Stück. Henry Ford hielt lange am Modell T fest. Auch ein für die letzten zwei Produktionsjahre herausgebrachtes äußerlich und in wenigen technischen Teilen erneuertes Modell konnte das starke Nachlassen des Absatzes nicht verhindern. Der dringend erwartete Nachfolger Modell A ging nach umfassendem Umbau des Werkes ab 1927 in die Produktion.
Damals schon lagerte Ford Teile der Produktion an Zulieferer aus, um die Kosten weiter zu senken und die Effizienz der Produktion zu erhöhen. Die Zulieferfirmen mussten zudem ihre Teile in Holzkisten anliefern, deren Maße von Ford genau vorgegeben waren. Die Kisten wurden im Werk zerlegt und die Bretter im Fahrzeug verwendet.

## Ausführung

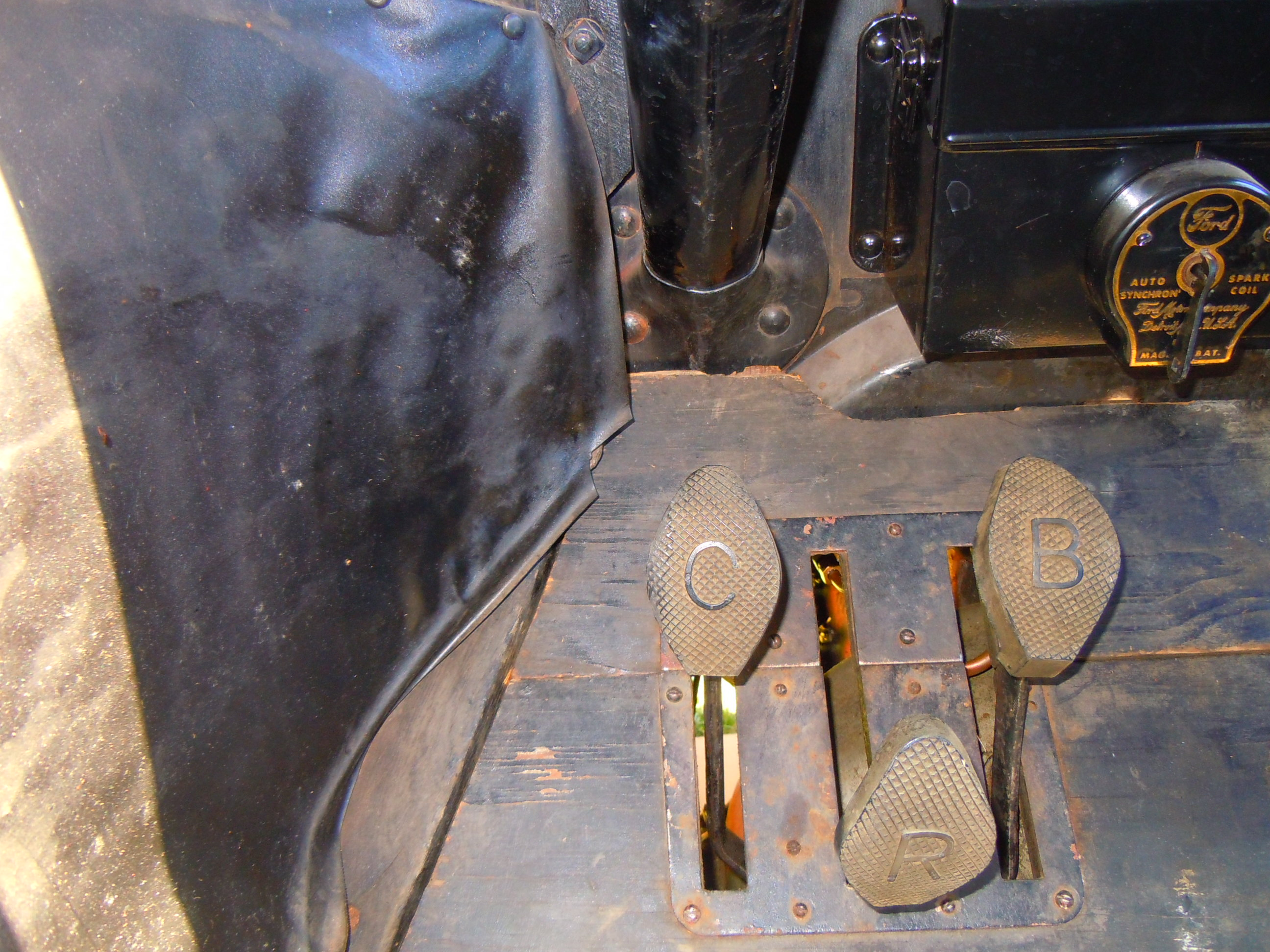
Ford Modell T: Pedale, von links Kupplung, Rückwärtsgang, Bremse. Im Hintergrund rechts die manuelle Zündverstellung.

Während die technischen Änderungen und Verbesserungen in den 19 Produktionsjahren eher gering waren, veränderte sich das äußere Erscheinungsbild. So hatte das Modell T in den ersten Produktionsjahren keine vorderen Türen; die Karosserie ähnelte noch sehr einer Kutsche. In den folgenden Jahren wurde die Karosserie mit immer runderen Teilen versehen, was eine elegantere Form zur Folge hatte. 1917 wurden dann auch die Kühlermaske und die Motorhaube dieser Form angepasst. In den ersten Jahren, als Scheinwerfer, eine Windschutzscheibe und ein Reserverad Sonderausstattungen waren, hatte das Verdeck des „Touring“ keinerlei Verbindung zum Windschutzscheibenrahmen; es war selbsttragend konstruiert und schwierig zusammenzufalten. 1923 kam das „One Man Top“, das sich am Scheibenrahmen abstützte und von nur einer Person zusammengefaltet werden konnte.
Die technischen Änderungen waren meistens nur Detailmodifikationen, bis auf die Umstellung der Gangschaltung von den früheren „Two Lever“-Versionen mit zwei Pedalen und einem Hebel (bei den ersten 1000 produzierten Fahrzeugen) zur bis zuletzt gebräuchlichen Version mit drei Pedalen (Kupplung, Rückwärtsgang und Fußbremse) und einem Handbremshebel, der auf die Hinterrad-Feststellbremse einwirkte. Gas gegeben wurde mit einem Hebel am Lenkrad.
Weitere technische Modifikationen waren dem gestiegenen Komfortbedürfnis gezollt. Es wurden elektrische Anlasser eingebaut, denn die Startprozedur war alleine kaum zu bewältigen: Zuerst muss die Zündung auf „spät“ gestellt werden, um Zerrungen und Knochenbrüche zu vermeiden. Dann muss bei gezogenem Choke-Zug der Motor mit der Handkurbel so oft durchgedreht werden, bis der Ansaugunterdruck so viel Treibstoff angesaugt hat, dass der Vergaser überläuft, dann wird die Zündung auf Batterieeinstellung umgestellt. Nun wird der Motor mit der Handkurbel durchgedreht, bis er anspringt. Anschließend muss die Zündung auf „früh“ zurückgestellt und auf „Magnet“ umgestellt werden, eine eingehende Feineinstellung von Gas und Zündung hilft beim Warmlaufen des Motors.
Die Umstellung von Acetylen-Scheinwerfern auf elektrisch betriebene war eine Erleichterung beim täglichen Betrieb, in Bezug auf die Lichtausbeute aber ein Rückschritt, denn die 6-Volt-Scheinwerfer, die abhängig von der Motordrehzahl hell oder nicht ganz so hell leuchteten, konnten in ihrer Leuchtkraft kaum mit dem sehr weißen Licht der Acetylen-Scheinwerfer mithalten.
Die meisten Innovationen wurden bei dem bereits angesprochenen großen „Facelift“ 1926 realisiert. Die Karosserie wurde umfassend renoviert und dem Zeitgeschmack angepasst. Die Zündboxen wanderten in den Motorraum, wo sie nicht mehr durch ihren summenden Ton störten, und der Ansaugtrakt samt Vergaser wurde weitgehend verändert. Es gab nun Drahtspeichenräder und Stoßstangen.

## Weitere Ausführungen

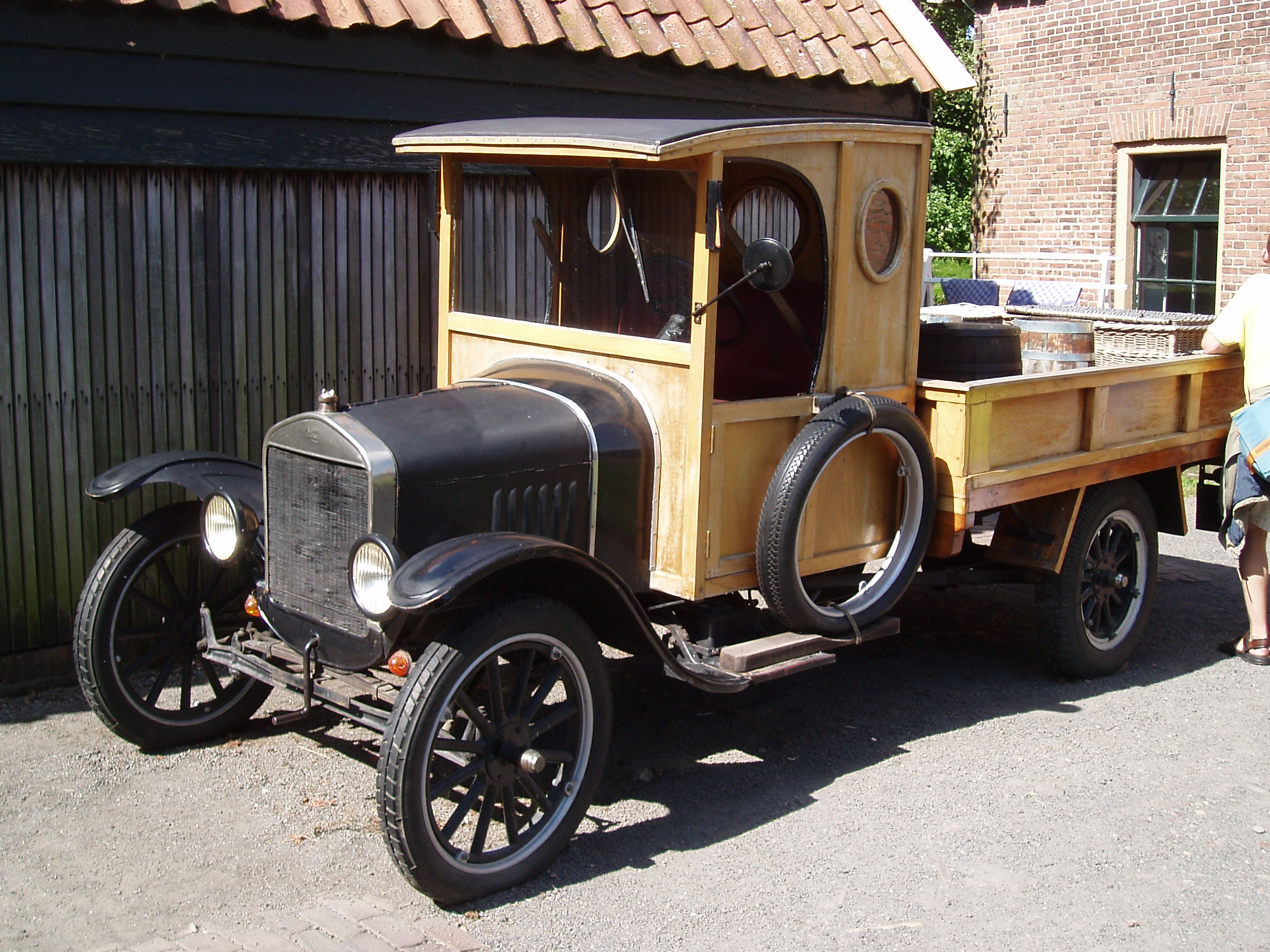
Ford Modell TT mit Holzaufbau

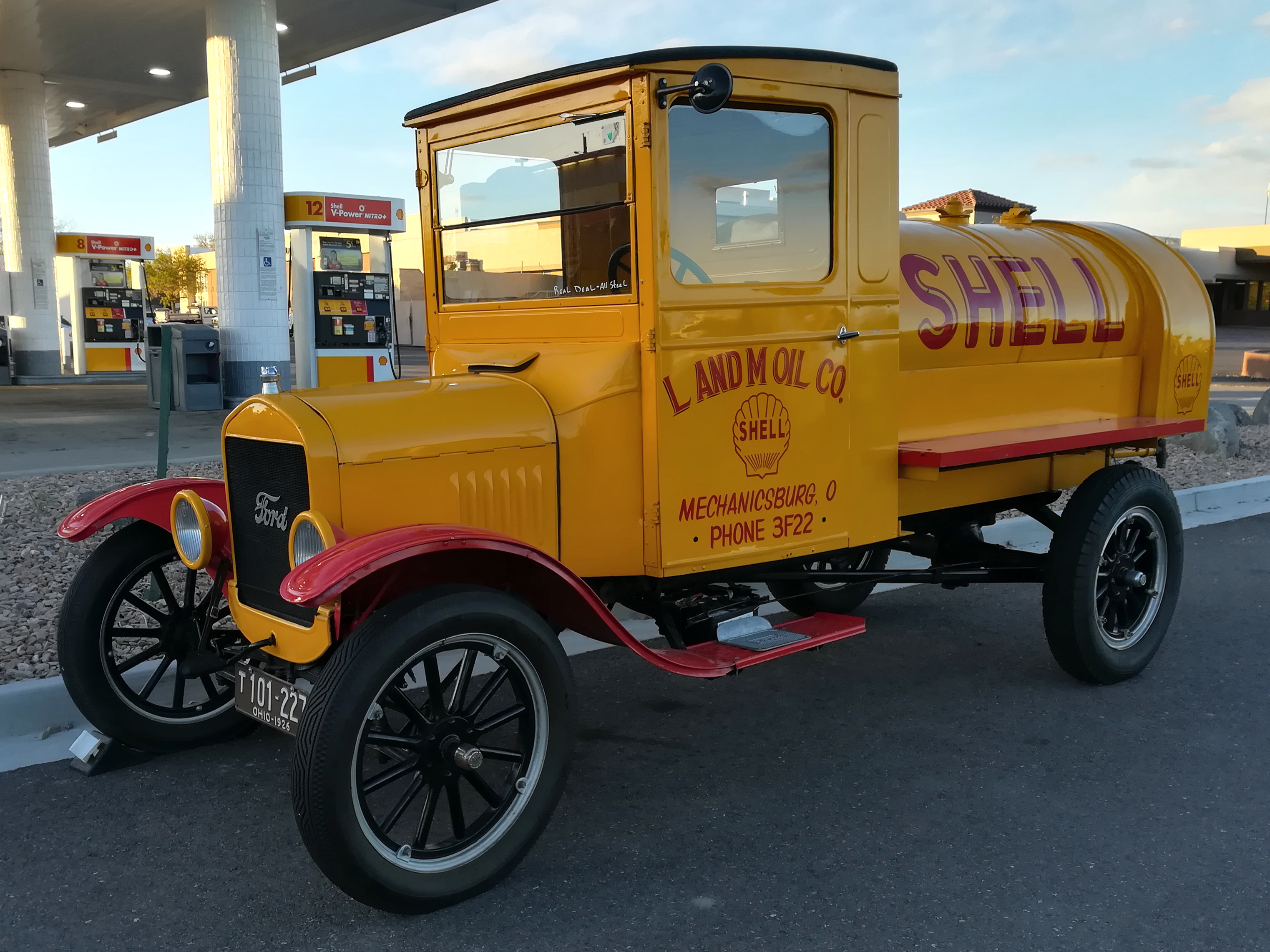
Ford Modell TT als Shell-Tankwagen

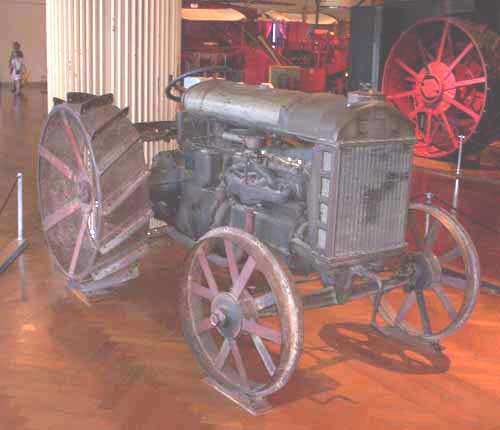
Der erste Fordson-Traktor (1917)

### Modell TT
Parallel zum Pkw Modell T wurde auch ein Lastkraftwagen angeboten. Er wurde als Ford Model TT bezeichnet.

### Schienenauto
Das Modell T wurde auch als Schienenfahrzeug verwendet. Mittels einer unter dem Wagenboden angebrachten Hebe- und Drehvorrichtung konnte es im Gleis gewendet werden. Ein 2010 fertiggestellter Nachbau eines solchen Wagens befindet sich bei der Museumsbahn Wiscasset, Waterville and Farmington Railway Museum (WW&F) im US-Bundesstaat Maine.

### Fordson-Traktor
Auf der motortechnischen Basis des Modell T wurde 1917 der Fordson-Traktor herausgebracht. Er wurde entwickelt, um die Landwirtschaft mit kleinen Traktoren zu motorisieren. In Deutschland war der Fordson eine günstige Alternative zu den damals noch gebräuchlichen Dampftraktoren, denn der kleine leichte Traktor mit seinem Viertakt-Benzinmotor war wartungsfreundlich und universell einsetzbar.
Der Fordson war in Monoblock-Bauweise konstruiert, Motor und Getriebe bildeten anstelle eines Rahmens die tragende Struktur, welche die Achsen und sonstige Komponenten aufnahm, was damals eine Neuerung war. Trotz seines Gewichtes von 1250 kg brachte der Fordson weniger Druck auf den Boden als ein Pferd. Der Motor wurde mit Benzin gestartet und dann auf Petroleum umgestellt. Bei einem Verbrauch von vier bis sieben Litern pro Betriebsstunde entwickelte er 16 bis 21 kW (22–28 PS). Mit dieser Maschinenleistung rechnete man seinerzeit mit einer Tagesleistung beim Pflügen zum Beispiel von 2,5 bis 3 ha (0,6 ha bei einem Pferdegespann), 10 ha mit einer 2-m-Doppelscheibenegge (6,5 ha mit Pferden) oder 6 bis 7 ha beim Mähen (3 ha mit Pferden). Die Zuglast wurde mit 6 bis 8 t angegeben.
Im Gegensatz zum Modell T hat der Fordson eine Stahllamellenkupplung, die in Öl lief, und ein Schaltgetriebe mit drei Vorwärtsgängen und einem Rückwärtsgang. Der Treibstofftank fasste 80 Liter und saß unmittelbar über dem Motor. Wie das Modell T hatte der Traktor Thermosiphonkühlung. Die Ansaugluft wurde in einem wassergefüllten Gaswäscher gereinigt.

### Ford Tf-c Panzerwagen

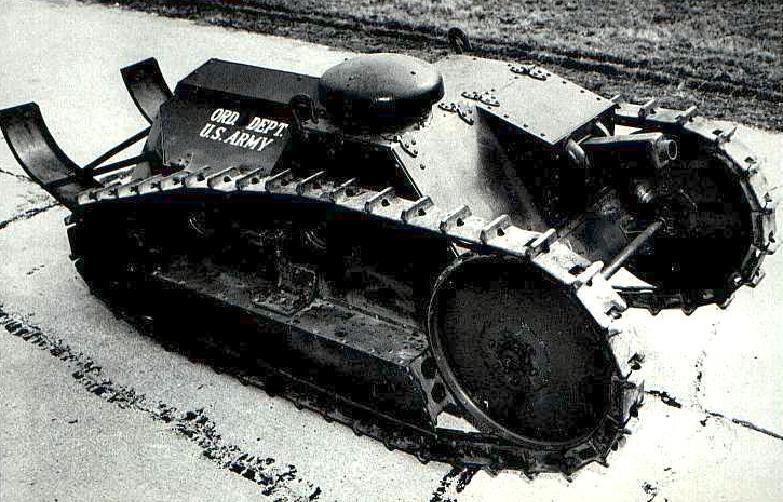
Ford Three-ton

Es existierten auch Panzerwagen auf dem Chassis des Ford-T. Einer war der noch während des Ersten Weltkriegs entwickelte Ford M 1918, der jedoch aufgrund des Kriegsendes nicht mehr eingeführt wurde. Der andere wurde als Ford Tf-c oder auch Ford FT-B bezeichnet. Dieser war der erste Panzerwagen, der in Polen entworfen und gebaut wurde. Hauptkonstrukteur war der Ingenieur Tadeusz Tański. Der Panzerwagen entstand während des Polnisch-Sowjetischen Krieges 1918. Die Panzerung bestand aus früheren deutschen Grabenschilden auf dem Fahrgestell des Modell T. Das Projekt entstand innerhalb von zwei Wochen auf Tańskis Initiative. Nach positiv ausgefallenen Tests wurde eine Serie von 17 gepanzerten Fords in der Warschauer Fabrik „Gerlach i Pulst“ gebaut. Sie nahmen während des Polnisch-Sowjetischen Krieges an der Schlacht an der Wkra und an der Schlacht von Warschau, der Schlacht bei Kowel sowie an weiteren Gefechten teil.
Zu den Vorteilen des Panzerwagens gehörten die Geschwindigkeit, seine Wendigkeit und die dank des Fahrgestells des Modell T unkomplizierte Wartung und Reparatur. Die Panzerwagen kamen trotz erhöhter Masse im Gelände gut zurecht und konnten wegen ihrer im Vergleich mit anderen Panzerwagen geringen Masse auch Brücken mit geringer Tragfähigkeit überqueren. Der Ford Tf-c war im Vergleich mit anderen Panzerwagen der damaligen Zeit, zum Beispiel dem Austin-Putilow Radpanzer, klein und bot daher nur eine geringe Zielfläche. Allerdings war es innen sehr eng und der Fahrer musste stark zusammengekauert lenken. Weitere Mängel waren die bei längeren Geländefahrten oder bei heruntergelassener Kühlerpanzerung überhitzenden Motoren und die trotz Verstärkung überlastete Federung.
Im Jahr 1921 schlug Tański vor, eine weitere Serie von 30 Fahrzeugen zu bauen, doch das wurde abgelehnt, da der Krieg zu Ende war und keine weiteren Panzerfahrzeuge benötigt wurden.

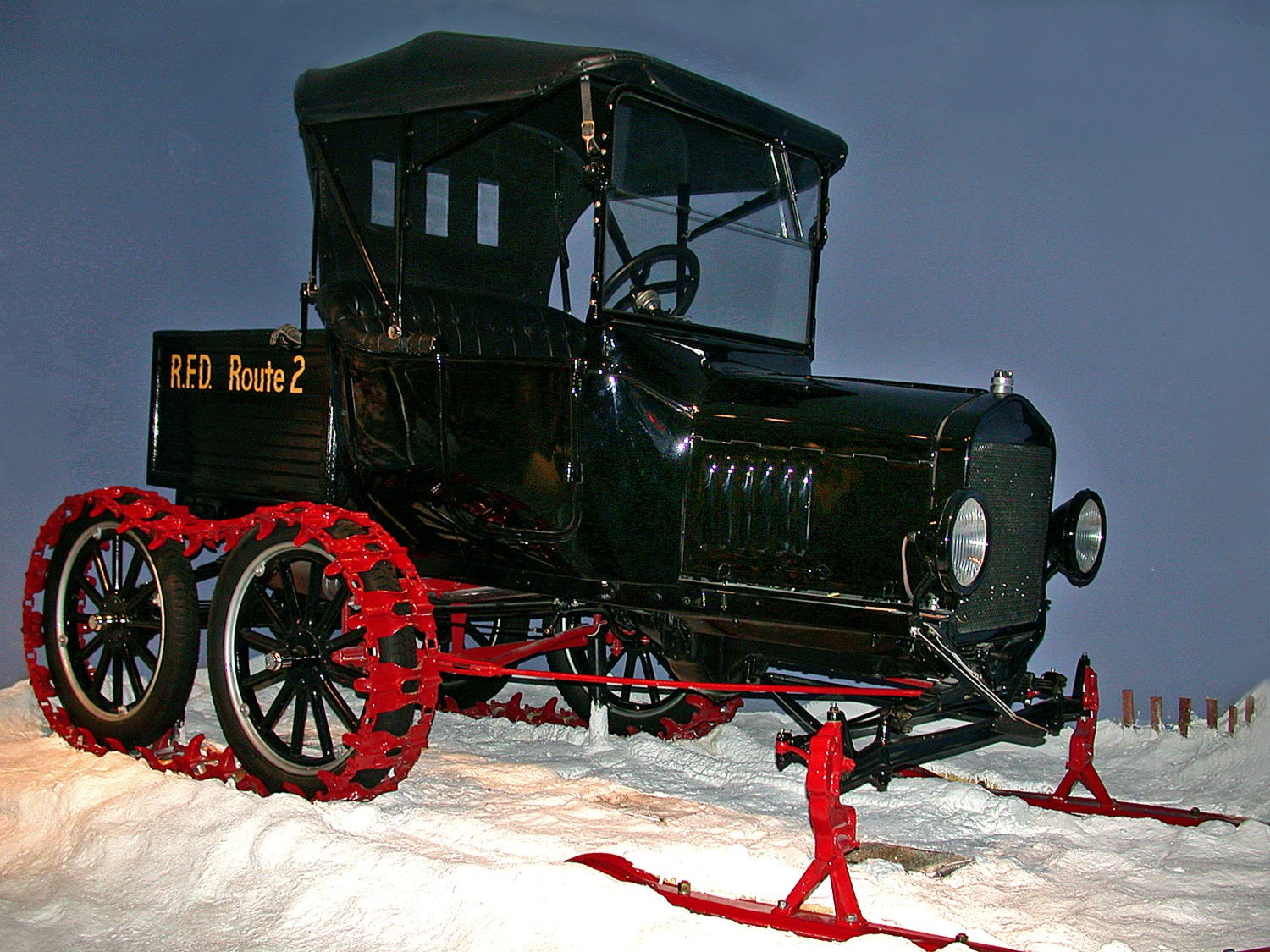
Ford Model T mit Schneeausrüstung (1921 – Smithsonian Institute)

Zwölf Ford Tf-c-Panzerwagen überdauerten den Krieg und waren bis 1931 im Einsatz. Einige trugen Eigennamen wie „Osa“ (Wespe), „Mucha“ (Fliege) oder „Komar“ (Mücke).

### Ford M 1918
Der Ford M 1918 war ein leichter Kampfpanzer, der 1918 im Rahmen des Ersten Weltkriegs auf Basis des Ford Modell T entwickelt und erprobt wurde.

## Fotogalerie

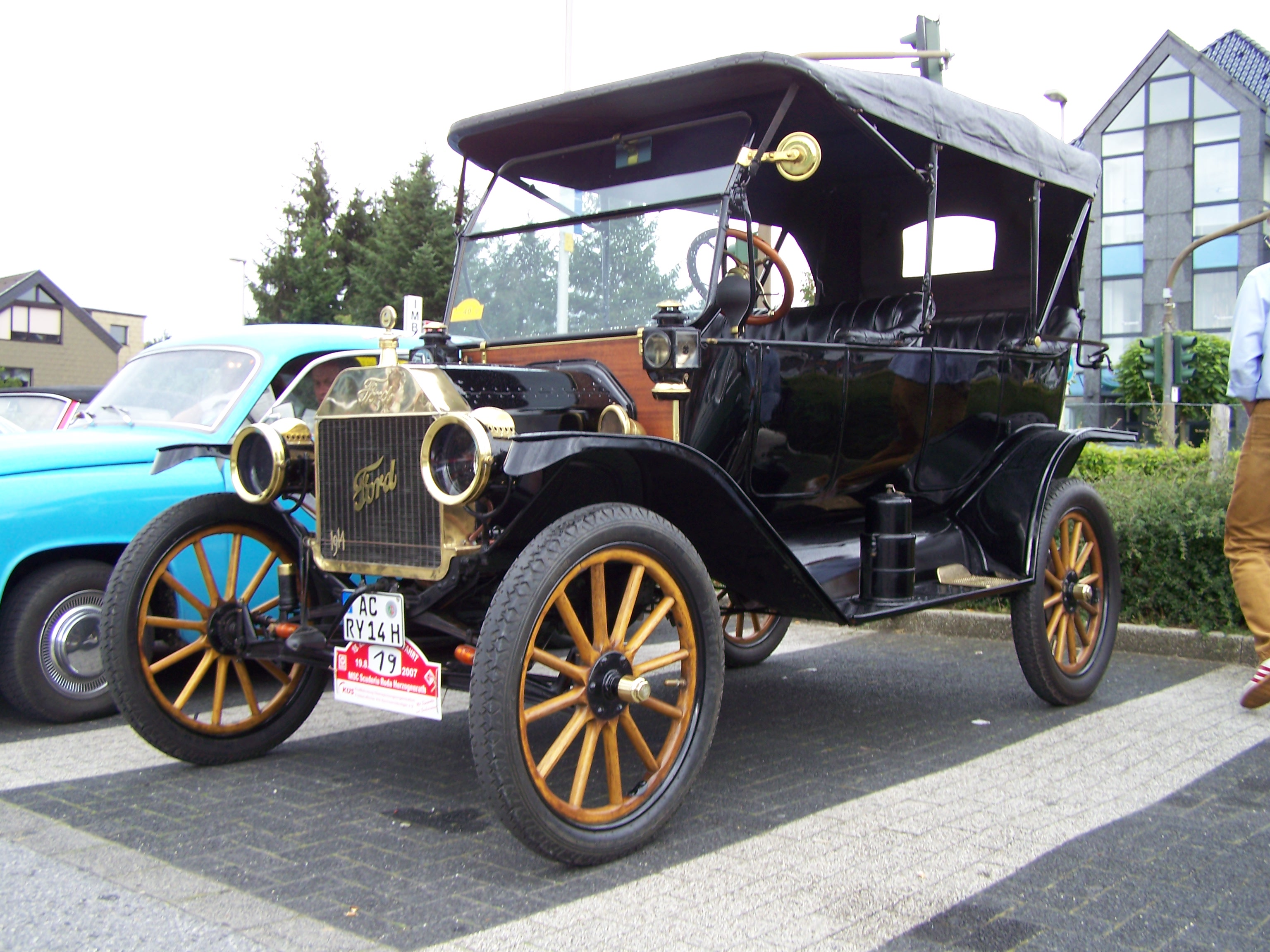
1914 Ford Modell T
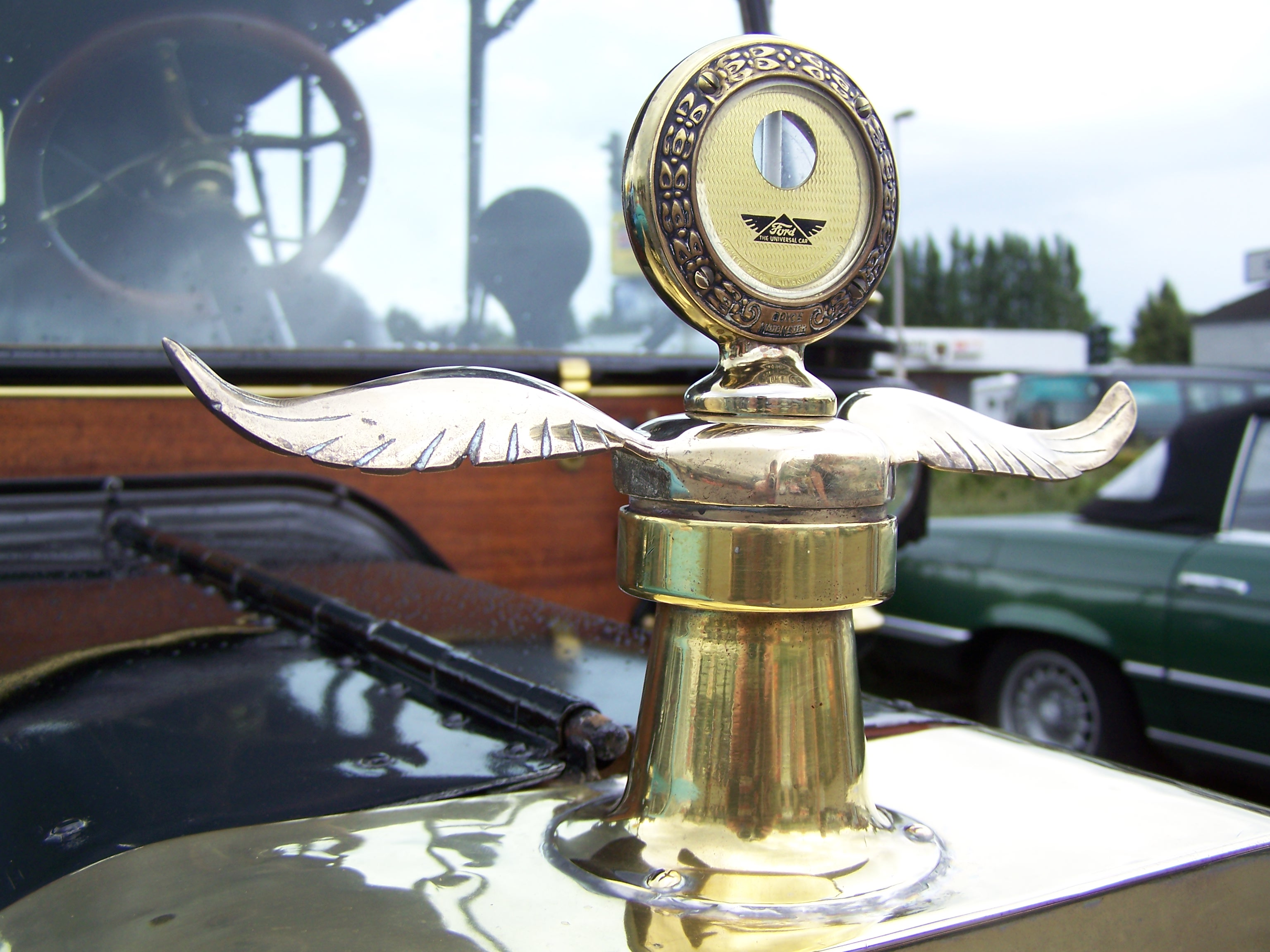
Kühlerfigur mit integriertem Motorthermometer
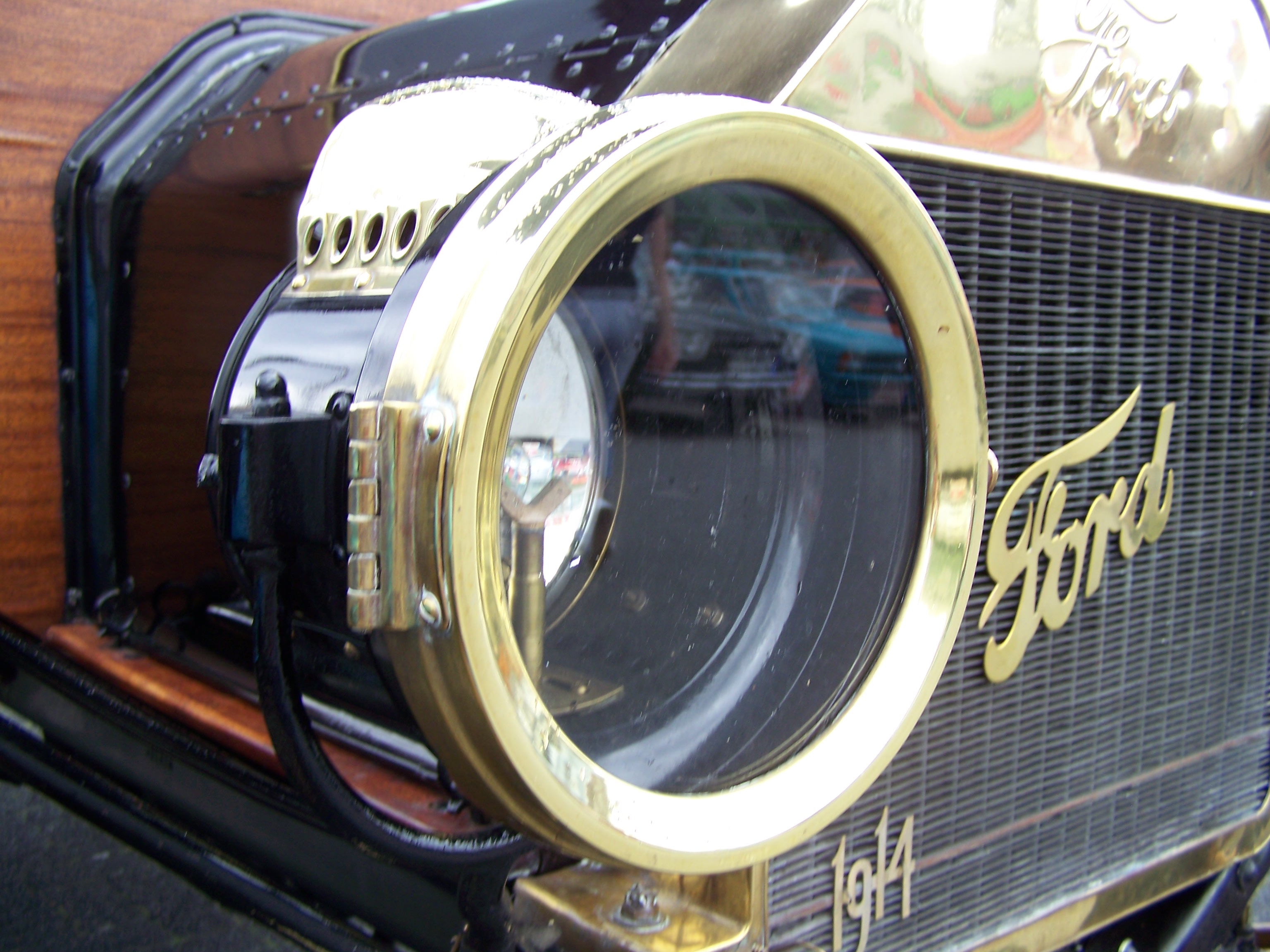
Scheinwerfer
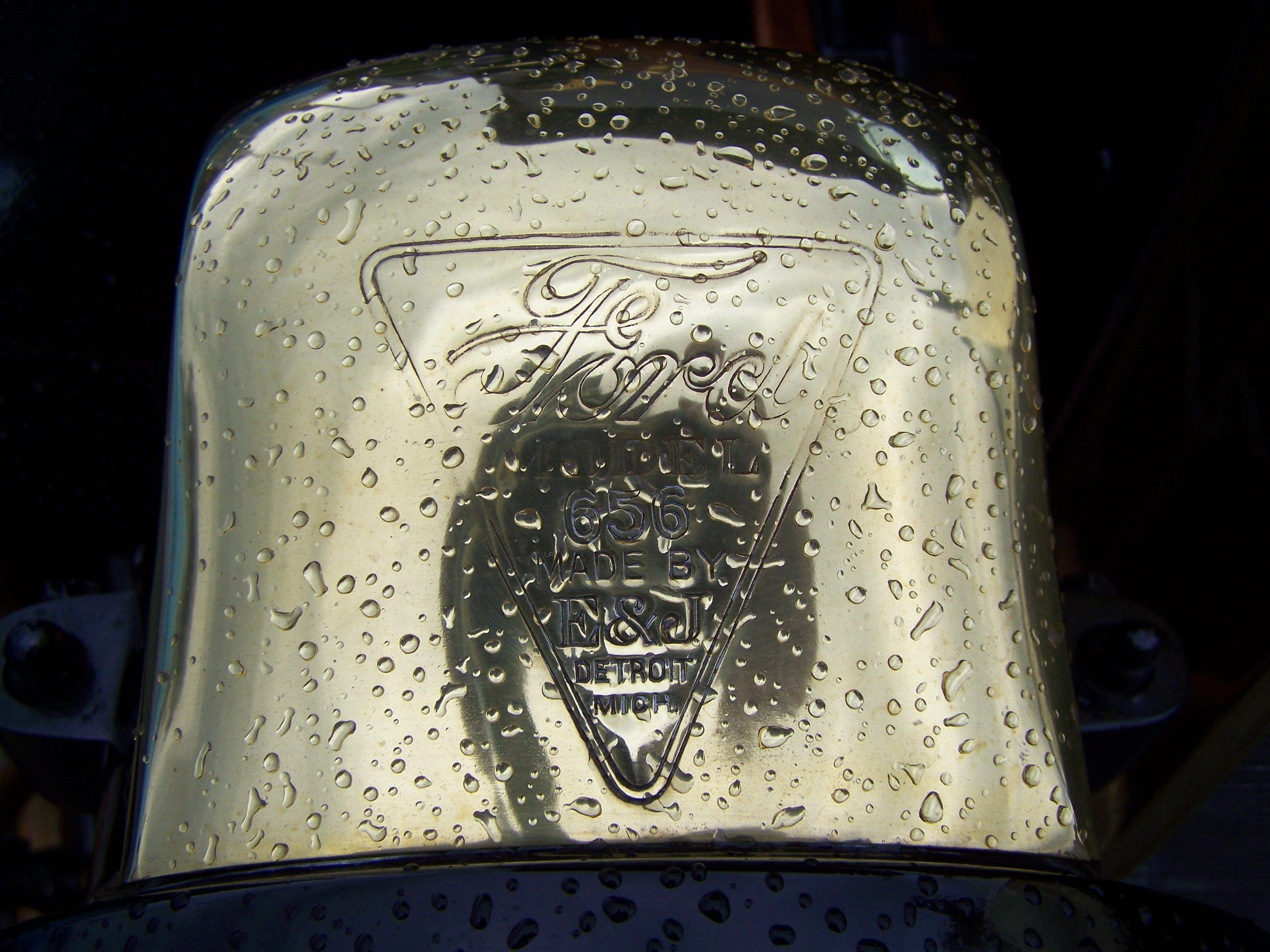
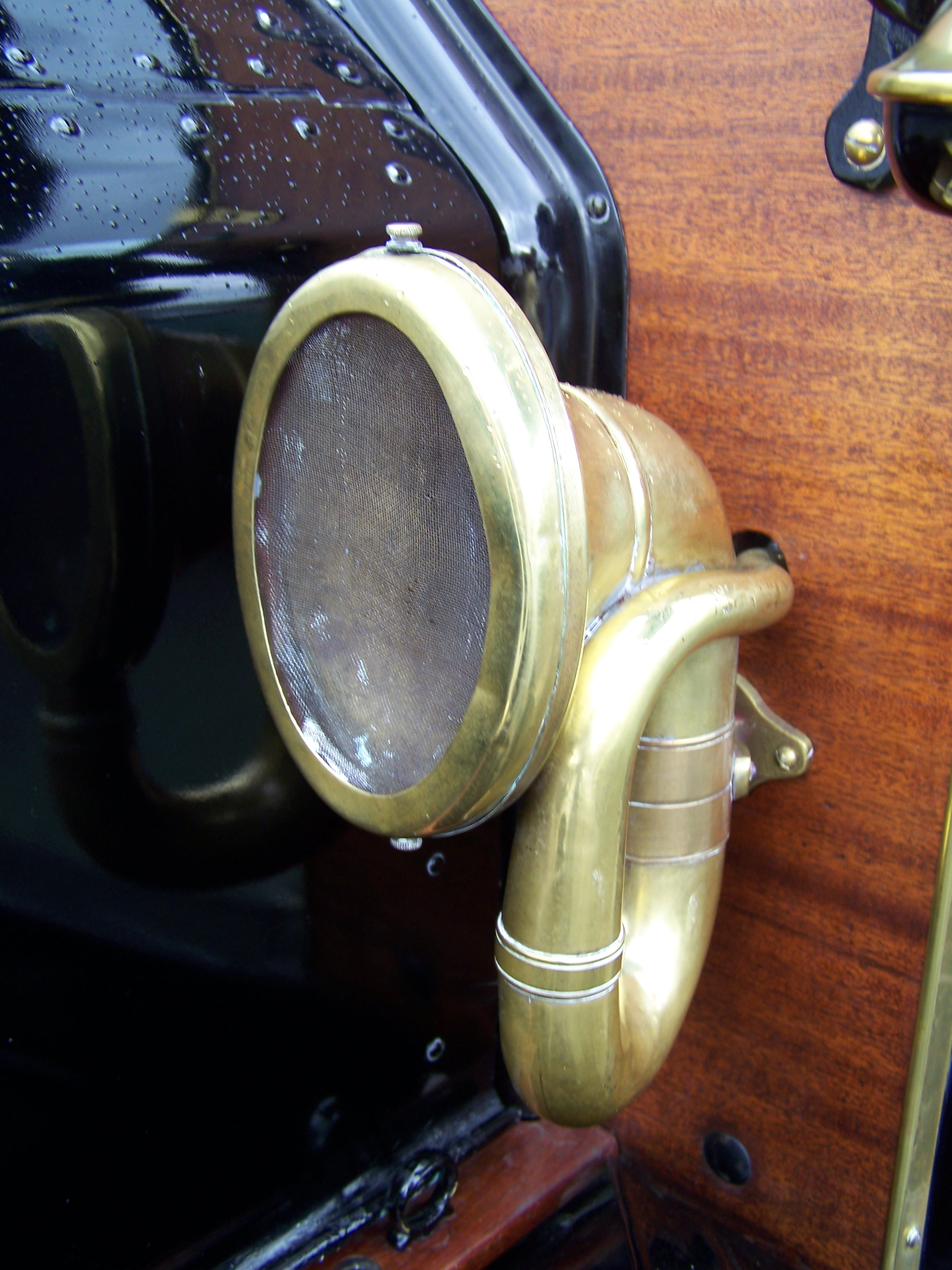
Hupe
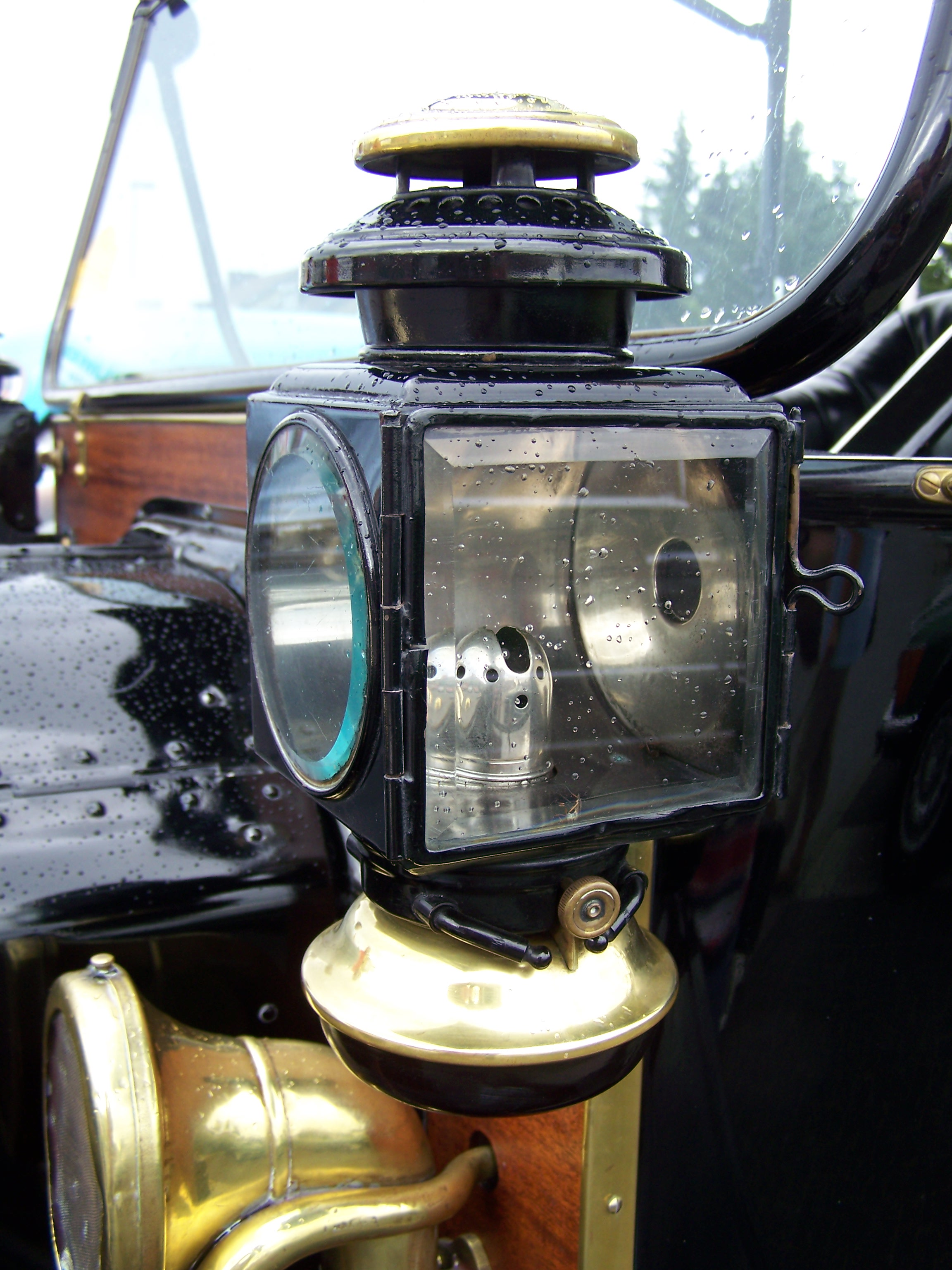
Scheinwerfer
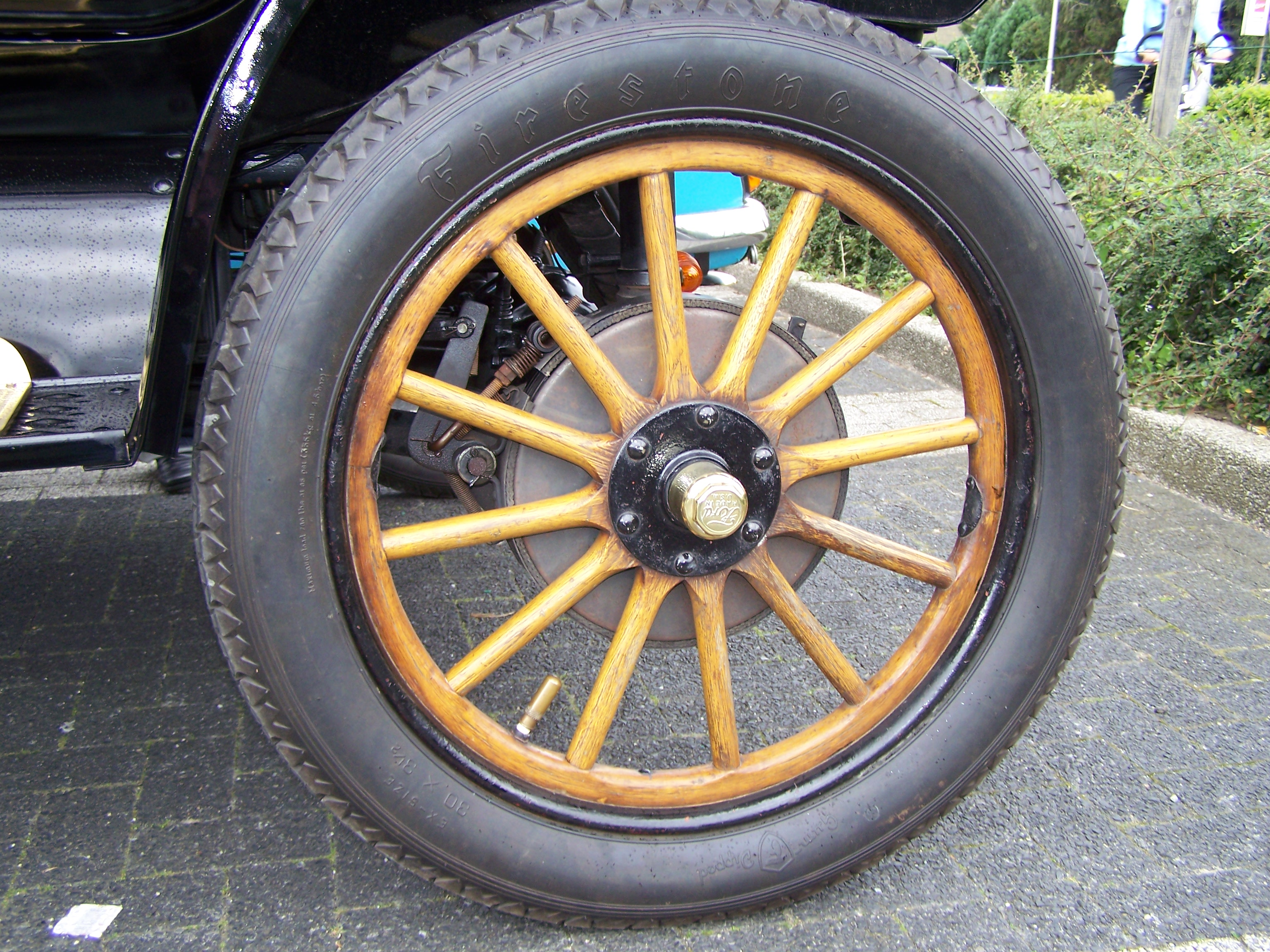
Holzrad mit zwölf Speichen
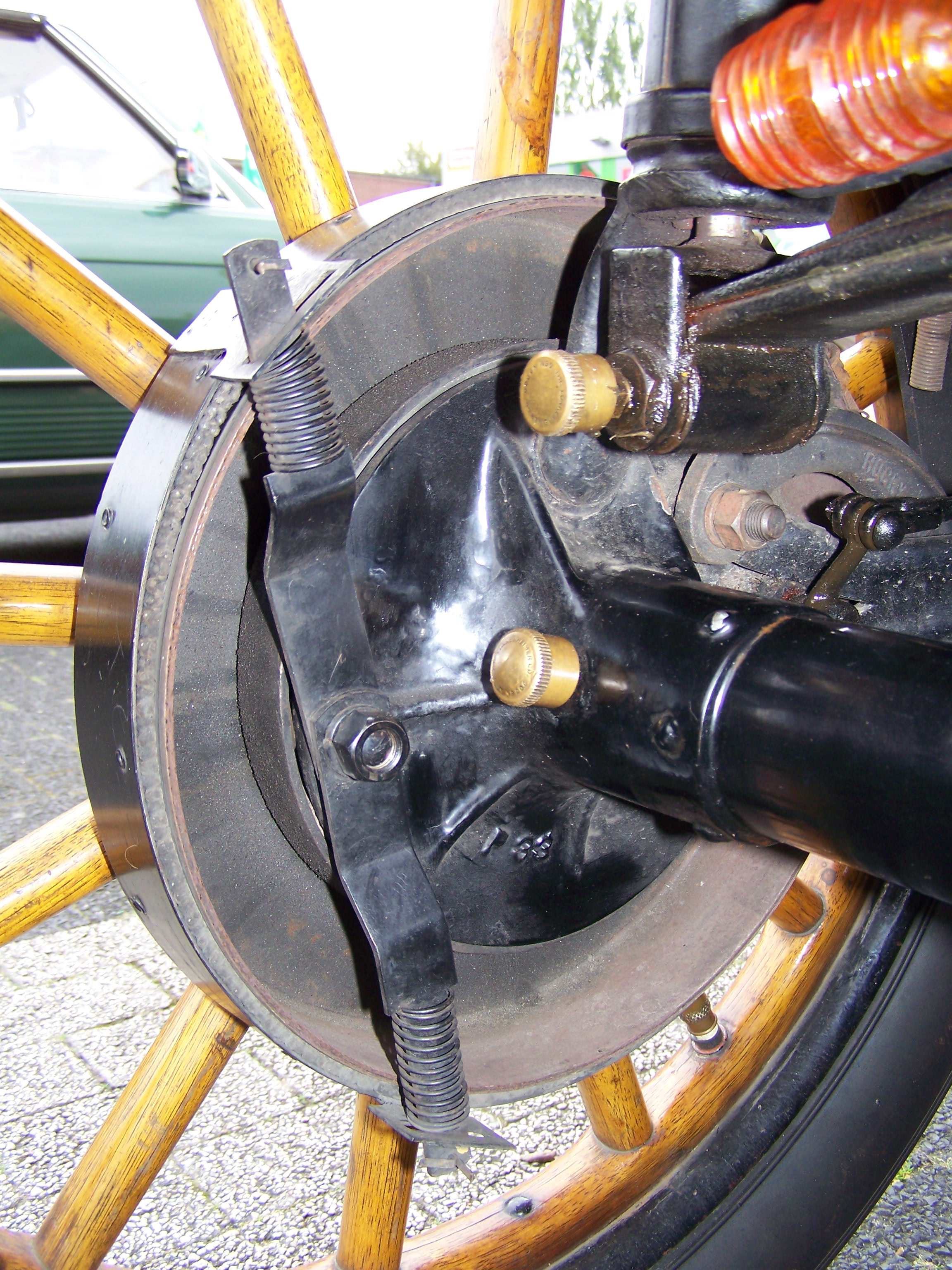
Rocky Mountain Brakes
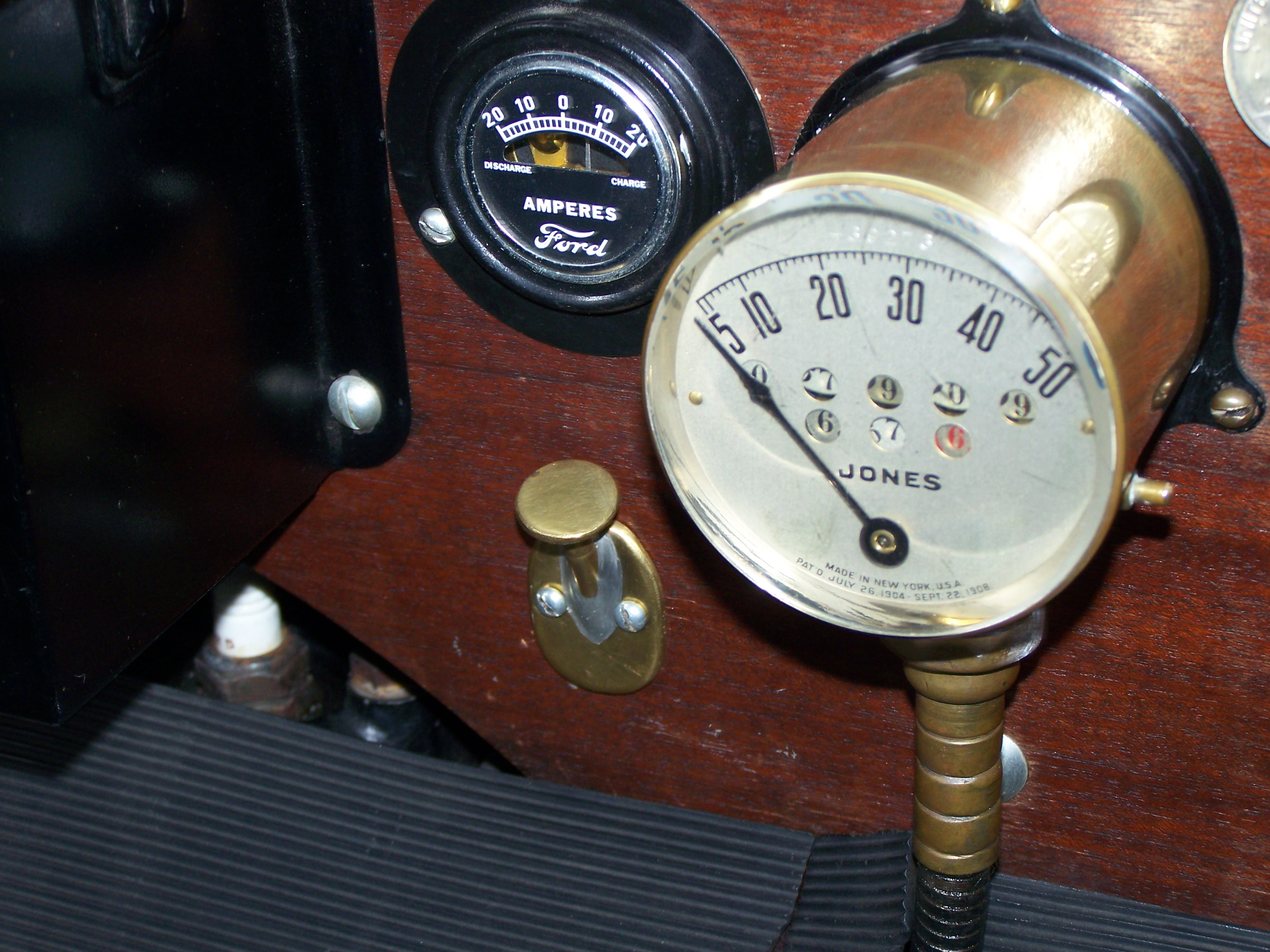
Tachometer „Speedomat“ und Akkuladeanzeige
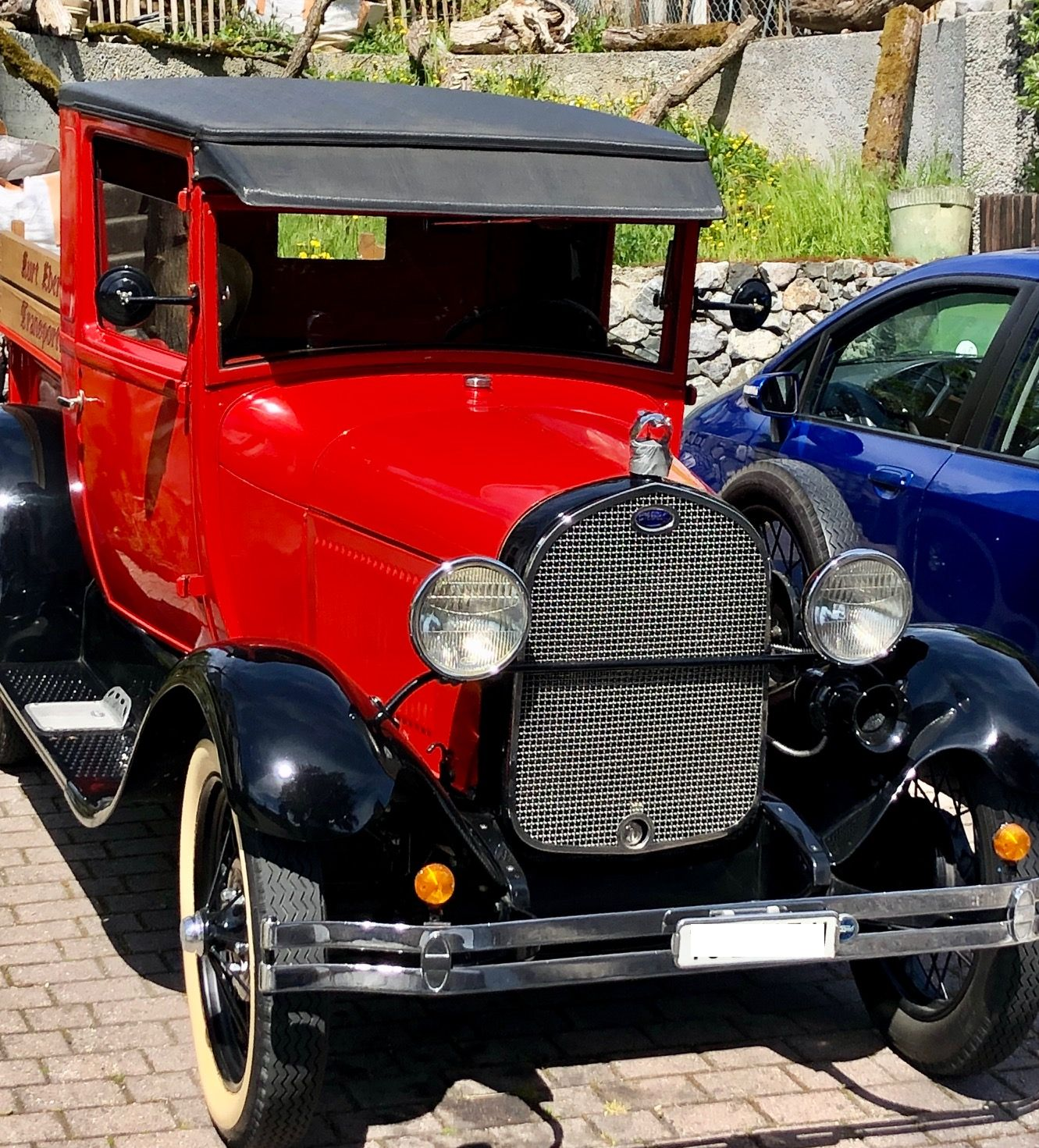
ca. 1920 Ford T